# Matt Bevin
Matthew Griswold "Matt" Bevin (født 9. januar 1967 i Denver, Colorado) er en amerikansk politiker, som var den 62. guvernør for den amerikanske delstat Kentucky. Han er medlem af det Republikanske parti.
Bevin blev valgt til guvernør den 3. november 2015 og overtog embedet den 8. december 2015.